# Équipe de Suisse de football à la Coupe du monde 1966
L'équipe de Suisse de football participe à sa sixième Coupe du monde lors de l'édition 1966 qui se tient en Angleterre du 11 au 30 juillet 1966.
Les seize nations participantes sont réparties en quatre groupes de quatre équipes, les deux premiers de chaque groupe se qualifiant pour les quarts de finale. La Suisse termine au quatrième rang du groupe 2 et est éliminée au premier tour.

## Phase qualificative
| Rang | Équipe          | Pts | J | G | N | P | Bp | Bc | Diff |  | Résultats (▼ dom., ► ext.) |     |     |     |     |
| ---- | --------------- | --- | - | - | - | - | -- | -- | ---- |  | -------------------------- | --- | --- | --- | --- |
| 1    | Suisse          | 9   | 6 | 4 | 1 | 1 | 7  | 3  | +4   |  | Suisse                     |     | 2-1 | 2-1 | 1-0 |
| 2    | Irlande du Nord | 8   | 6 | 3 | 2 | 1 | 9  | 5  | +4   |  | Irlande du Nord            | 1-0 |     | 2-1 | 4-1 |
| 3    | Pays-Bas        | 6   | 6 | 2 | 2 | 2 | 6  | 4  | +2   |  | Pays-Bas                   | 0-0 | 0-0 |     | 2-0 |
| 4    | Albanie         | 1   | 6 | 0 | 1 | 5 | 2  | 12 | -10  |  | Albanie                    | 0-2 | 1-1 | 0-2 |     |

## Préparation
| 20 avril 1966             | Suisse                 | 2 - 2   | Union soviétique              | Stade Saint-Jacques, Bâle                            |                                                      |
| Historique des rencontres | Hosp 59e · Grobéty 73e | (0 - 2) | 3e Tchislenko · 9e Ponedelnik | Spectateurs : 40 000 Arbitrage : Johan Einar Boström | Spectateurs : 40 000 Arbitrage : Johan Einar Boström |
| Historique des rencontres | Rapport                |         |                               | Spectateurs : 40 000 Arbitrage : Johan Einar Boström | Spectateurs : 40 000 Arbitrage : Johan Einar Boström |

| 5 juin 1966               | Hongrie                   | 3 - 1   | Suisse   | Népstadion, Budapest                              |                                                   |
| Historique des rencontres | Farkas 44e · Bene 45e 65e | (2 - 0) | 69e Kuhn | Spectateurs : 30 000 Arbitrage : Giulio Campanati | Spectateurs : 30 000 Arbitrage : Giulio Campanati |
| Historique des rencontres | Rapport                   |         |          | Spectateurs : 30 000 Arbitrage : Giulio Campanati | Spectateurs : 30 000 Arbitrage : Giulio Campanati |

| 18 juin 1966              | Suisse       | 1 - 1   | Mexique    | La Pontaise, Lausanne                           |                                                 |
| Historique des rencontres | Odermatt 1re | (1 - 1) | 5e Padilla | Spectateurs : 19 000 Arbitrage : Mathias Frisch | Spectateurs : 19 000 Arbitrage : Mathias Frisch |
| Historique des rencontres | Rapport      |         |            | Spectateurs : 19 000 Arbitrage : Mathias Frisch | Spectateurs : 19 000 Arbitrage : Mathias Frisch |

## Phase finale

### Effectif
Alfredo Foni est le sélectionneur de la Suisse durant la Coupe du monde.
| Numéro / Nom       | Numéro / Nom             | Club                 | Date de naissance | J.              |                 |                 |                 |                 |
| Gardiens de but    | Gardiens de but          | Gardiens de but      | Gardiens de but   | Gardiens de but | Gardiens de but | Gardiens de but | Gardiens de but | Gardiens de but |
| ------------------ | ------------------------ | -------------------- | ----------------- | --------------- | --------------- | --------------- | --------------- | --------------- |
| 12                 | Leo Eichmann             | FC La Chaux-de-Fonds | 24.12.1936        | 1               | 0               | 0               |                 |                 |
| 1                  | Karl Elsener             | Lausanne Sports      | 13.08.1934        | 2               | 0               | 0               |                 |                 |
| 22                 | Mario Prosperi           | FC Lugano            | 04.08.1945        | 0               | 0               | 0               |                 |                 |
| Défenseurs         |                          |                      |                   |                 |                 |                 |                 |                 |
| 5                  | René Brodmann            | FC Zurich            | 25.10.1933        | 2               | 0               | 0               |                 |                 |
| 7                  | Hansruedi Führer         | Young Boys Berne     | 24.12.1937        | 3               | 0               | 0               |                 |                 |
| 9                  | André Grobéty            | Lausanne Sports      | 22.06.1933        | 1               | 0               | 0               |                 |                 |
| 14                 | Werner Leimgruber        | FC Zurich            | 02.09.1934        | 1               | 0               | 0               |                 |                 |
| 18                 | Heinz Schneiter          | Young Boys Berne     | 12.04.1935        | 1               | 0               | 0               |                 |                 |
| 19                 | Xavier Stierli           | FC Zurich            | 29.10.1940        | 2               | 0               | 0               |                 |                 |
| 20                 | Ely Tacchella            | Lausanne Sports      | 25.05.1936        | 1               | 0               | 0               |                 |                 |
| Milieux de terrain |                          |                      |                   |                 |                 |                 |                 |                 |
| 3                  | Kurt Armbruster          | Lausanne Sports      | 16.09.1934        | 2               | 0               | 0               |                 |                 |
| 4                  | Heinz Bäni               | FC Zurich            | 18.11.1936        | 3               | 0               | 0               |                 |                 |
| 6                  | Richard Dürr             | Lausanne Sports      | 01.12.1938        | 1               | 0               | 0               |                 |                 |
| 11                 | Jakob Kuhn               | FC Zurich            | 12.10.1943        | 2               | 0               | 0               |                 |                 |
| Attaquants         |                          |                      |                   |                 |                 |                 |                 |                 |
| 2                  | Willy Allemann           | FC Grenchen          | 10.06.1942        | 0               | 0               | 0               |                 |                 |
| 8                  | Vittore Gottardi         | FC Lugano            | 24.09.1941        | 2               | 0               | 0               |                 |                 |
| 10                 | Robert Hosp              | Lausanne Sports      | 13.12.1939        | 3               | 0               | 0               |                 |                 |
| 13                 | Fritz Künzli             | FC Zurich            | 08.01.1946        | 2               | 0               | 0               |                 |                 |
| 15                 | Karl Odermatt            | FC Bâle              | 17.12.1942        | 1               | 0               | 0               |                 |                 |
| 16                 | René-Pierre Quentin      | FC Sion              | 05.08.1943        | 2               | 1               | 0               |                 |                 |
| 17                 | Jean-Claude Schindelholz | Servette FC Genève   | 11.10.1940        | 1               | 0               | 0               |                 |                 |
| 21                 | Georges Vuilleumier      | Lausanne Sports      | 21.09.1944        | 0               | 0               | 0               |                 |                 |
| Entraîneur         |                          |                      |                   |                 |                 |                 |                 |                 |
|                    | Alfredo Foni             |                      | 20.01.1911        |                 |                 |                 |                 |                 |

### Premier tour
| Classement final |                      |     |   |   |   |   |    |    |      |
|                  | Équipe               | Pts | J | G | N | P | BP | BC | Moy. |
| 1                | Allemagne de l'Ouest | 5   | 3 | 2 | 1 | 0 | 7  | 1  | 7.00 |
| 2                | Argentine            | 5   | 3 | 2 | 1 | 0 | 4  | 1  | 4.00 |
| 3                | Espagne              | 2   | 3 | 1 | 0 | 2 | 4  | 5  | 0.80 |
| 4                | Suisse               | 0   | 3 | 0 | 0 | 3 | 1  | 9  | 0.11 |

| 12 juillet | Allemagne de l'Ouest | 5 | 0 | Suisse               |
| 13 juillet | Argentine            | 2 | 1 | Espagne              |
| 15 juillet | Espagne              | 2 | 1 | Suisse               |
| 16 juillet | Argentine            | 0 | 0 | Allemagne de l'Ouest |
| 19 juillet | Argentine            | 2 | 0 | Suisse               |
| 20 juillet | Allemagne de l'Ouest | 2 | 1 | Espagne              |

| 12 juillet 1966                   | Allemagne de l'Ouest                                   | 5 - 0   | Suisse | Hillsborough, Sheffield                        |                                                |
| 19:30 · Historique des rencontres | Held 16e · Haller 21e 77e (pen.) · Beckenbauer 40e 62e | (3 - 0) |        | Spectateurs : 36 000 Arbitrage : Hugh Phillips | Spectateurs : 36 000 Arbitrage : Hugh Phillips |
| 19:30 · Historique des rencontres | (Rapport)                                              |         |        | Spectateurs : 36 000 Arbitrage : Hugh Phillips | Spectateurs : 36 000 Arbitrage : Hugh Phillips |

| 15 juillet 1966                   | Espagne                   | 2 - 1   | Suisse      | Hillsborough, Sheffield                          |                                                  |
| 19:30 · Historique des rencontres | Sanchís 57e · Amancio 75e | (0 - 1) | 31e Quentin | Spectateurs : 32 000 Arbitrage : Tofik Bakhramov | Spectateurs : 32 000 Arbitrage : Tofik Bakhramov |
| 19:30 · Historique des rencontres | (Rapport)                 |         |             | Spectateurs : 32 000 Arbitrage : Tofik Bakhramov | Spectateurs : 32 000 Arbitrage : Tofik Bakhramov |

| 19 juillet 1966                   | Argentine              | 2 - 0   | Suisse | Hillsborough, Sheffield                                   |                                                           |
| 19:30 · Historique des rencontres | Artime 52e · Onega 79e | (0 - 0) |        | Spectateurs : 31 000 Arbitrage : Fernandes Joaquim Campos | Spectateurs : 31 000 Arbitrage : Fernandes Joaquim Campos |
| 19:30 · Historique des rencontres | (Rapport)              |         |        | Spectateurs : 31 000 Arbitrage : Fernandes Joaquim Campos | Spectateurs : 31 000 Arbitrage : Fernandes Joaquim Campos |